# 1956 en dadaïsme et surréalisme
Pour l'année, voir 1956.
 Chronologie de dada et du surréalisme 
- 1952
- 1953
- 1954
- 1955
- 1956
- 1957
- 1958
- 1959
- 1960

Cet article présente les faits marquants de l'année 1956 en dadaïsme et surréalisme.

## Éphémérides

### Janvier
- 27 janvier
Exposition à la Galerie de l'Étoile scellée du peintre Pierre Molinier. André Breton écrit la préface du catalogue[1] : « La vertu de son art, qui se veut délibérément magique, est d'enfreindre la loi qui veut que toute image peinte, si évocatrice soit-elle, demeure malgré tout objet d'illusion consciente, n'accède pas au plan de l'intervention active dans la vie. »[2]

- Benjamin Péret part pour le Mato Grosso. Il « visite », entre autres, les indiens Xavántes[3].

- Breton signe le tract Côte d'alerte qui appelle à la création d'un Comité d'action contre le fascisme et le colonialisme[4].

### Avril
- 12 avril
André Breton et Jean Schuster rédigent le tract collectif Au tour des livrées sanglantes où les surréalistes adjurent les « camarades communistes » de contraindre leurs dirigeants à entreprendre la déstalinisation dans le parti et à imposer la réhabilitation « du compagnon inséparable de Lénine, de l'organisateur de l'Armée rouge, du théoricien de la révolution permanente, le camarade Léon Trotsky. »[5].

- 20 avril
Breton prononce un discours où il condamne l'arrestation de Claude Bourdet pour avoir dénoncé les violences des militaires en Algérie[6].

### Octobre
- Parution du premier numéro de la revue Le Surréalisme même dirigée par André Breton et Jean Schuster aux éditions Jean-Jacques Pauvert[7].

### Novembre
- 6 novembre
André Breton signe une déclaration appelant les écrivains invités à la vente annuelle du Comité national des écrivains au Vel' d'hiv' à boycotter l'événement par solidarité avec le peuple hongrois : « Conjurons les écrivains et les vedettes dès maintenant annoncées comme participant à la vente du CNE, de s'abstenir d'y participer de manière à ôter tout lustre à une manifestation dont les instigateurs restent aux ordres des bourreaux du peuple hongrois, des fossoyeurs de la liberté. »[8]

- Hongrie, soleil levant, tract[9] du groupe surréaliste à propos de l’insurrection de Budapest signé par, entre autres, Robert Benayoun, André Breton, auteur du titre, Gérard Legrand, André Pieyre de Mandiargues, Benjamin Péret, José Pierre et Jean Schuster, principal rédacteur du tract[10],[11].

### Décembre
- Georges Bataille, André Breton et Jean Paulhan prennent la défense de Jean-Jacques Pauvert inculpé pour avoir publié Les Cent Vingt Journées de Sodome de Sade[12].

- Benjamin Péret, Anthologie de l'amour sublime aux éditions Albin Michel[12]

### Cette année-là
- Discours d'André Breton au cours d'un meeting Pour la défense de la liberté. Le texte est reproduit dans la revue Le Surréalisme même[13].

- Première exposition du sculpteur Augustin Cardenas à la galerie L'Étoile scellée à Paris[14].

### Œuvres
- Pierre Alechinsky
  - L'Homme des neiges[15]
- André Breton
  - Braise au trépied de Keridwen, préface au recueil de Jean Markale, Les Grands bardes gallois, éditions Falaize[16]
  - Signes ascendants, poésie[17]
- Marcel Duchamp
  - Êtes-vous Niniche ?, assemblage de deux jougs de bœuf et une plaque d'imprimerie[18]
- Josep-Vicente Foix
  - Diari, textes procédant de l'écriture automatique écrits en 1917 mais jamais publiés auparavant[19]
- Jane Graverol
  - Les Harmonies naturelles, huile sur toile[20]
  - La Mauvaise étoile, peinture[21]
  - La Nouvelle mélancolie, huile sur toile[22]
- Marianne Van Hirtum
  - Les Insolites, poèmes : « J'ai tué mon père et ma mère avec une petite fourchette - avec une petite fourchette - les ayant pris pour des oiseaux le long des arbres. J'ai tué mes parents avec la pince à sucre du grand-père : la chère idole n'a pas dit un mot à qui je lance chaque matin un respectueux coup de chapeau. Le chat de ma voisine m'a pris sous sa garde. Il est venue s'asseoir à côté de moi me surveillant sans cesse - sa crinière en peau de lapin fameusement bien brossée par-derrière, et ses yeux en œufs de cigogne. »[23]
- Tastuo Ikeda
  - Kinjuli (Family from chronicle of birds and beasts), plume et encre noire, avec aquarelle et gouache sur papier[24]
- Marcel Jean & Henri Pastoureau
  - Flottage-poème, techniques mixtes[25]
- Jean-Jacques Lebel
  - Portrait d'André Breton et Guillaume Apollinaire (rêve du 30 juin 1956), dessin[26]
- Joyce Mansour
  - Jules César, texte en prose[27]
- André Masson
  - Le Voyageur, huile sur toile[28]
- Meret Oppenheim
  - Le Couple, objet : paire de bottines reliées par le bout[29]
- Mimi Parent
  - J'habite au choc, deuxième version, huile sur toile[30]
- Benjamin Péret
  - Anthologie de l'amour sublime, recueil de textes de toutes époques : des Arabes d'Andalousie à Léo Ferré. Dans sa préface, Péret s'attache à retracer l'histoire de ce « sentiment qui comble toute la vie du sujet reconnaissant dans l'être aimé l'unique source de bonheur. »[31]
- Remedios Varo
  - La Tisseuse de Vérone, huile sur toile[32]
- Kay Sage
  - Le Passage, huile sur toile[33]
- Unica Zürn
  - Le Château d'Éros, huile sur panneau[34]